# Кубок Австрії з футболу 1972—1973
Кубок Австрії з футболу 1972–1973 — 39-й розіграш кубкового футбольного турніру в Австрії. Титул вдруге здобув Ваккер (Інсбрук).

## Календар
| Раунд        | Дата                         | Матчі | Клуби   |
| ------------ | ---------------------------- | ----- | ------- |
| Перший раунд | 5-6 серпня 1972              | 16    | 48 → 32 |
| 1/16 фіналу  | 26-27 серпня 1972            | 16    | 32 → 16 |
| 1/8 фіналу   | 1 листопада - 10 грудня 1972 | 8     | 16 → 8  |
| 1/4 фіналу   | 3 березня - 3 квітня 1973    | 8     | 8 → 4   |
| 1/2 фіналу   | 18 квітня/9 травня 1973      | 4     | 4 → 2   |
| Фінал        | 27 травня/2 червня 1973      | 2     | 2 → 1   |

## Перший раунд
| Команда 1             | Рахунок      | Команда 2                |
| --------------------- | ------------ | ------------------------ |
| 5-6 серпня 1972       |              |                          |
| Інсбрукер (2)         | 1:0          | Бішофсгофен (2)          |
| Дойчландсбергер (3)   | 1:0          | Зальцбургер АК 1914 (2)  |
| Карпун (2)            | 4:2 дч       | Галлайнер (2)            |
| Остбанн/ХІ (3)        | 1:5          | Зіммерингер (2)          |
| Рудершдорф (4)        | 2:3 дч       | Радентгайн (2)           |
| Санкт-Магдалена (2)   | 0:1 дч       | Гріскірхен (2)           |
| Ортманн (3)           | 2:3          | Швехат (2)               |
| Розенталь (4)         | 0:3          | Капфенберг (2)           |
| Маттерсбург (4)       | 1:1 пен. 5:4 | Гайд Штоккерау (2)       |
| Баденер (2)           | 2:2 пен. 4:2 | Вінер АК (2)             |
| Вельсер (2)           | 3:2          | Філлахер (2)             |
| Аустрія (Інсбрук) (2) | 4:1          | Галл (2)                 |
| Ландштрассен (3)      | 3:1          | Вінерберг (2)            |
| Ретія (Блуденц) (2)   | 3:1          | Гехшт (2)                |
| ФК Дорнбірн (2)       | 2:1          | Блау-Вайсс Фельдкірх (2) |
| Альтгайм (3)          | 0:2          | Вольфсбергер (2)         |

## 1/16 фіналу
| Команда 1             | Рахунок      | Команда 2             |
| --------------------- | ------------ | --------------------- |
| 26 серпня 1972        |              |                       |
| Аустрія (Інсбрук) (2) | 1:2          | Ферст Вієнна          |
| Карпун (2)            | 1:8          | Аустрія (Відень)      |
| Баденер (2)           | 0:6          | Аустрія (Клагенфурт)  |
| Радентгайн (2)        | 3:4          | Рапід (Відень)        |
| Гріскірхен (2)        | 0:1          | Вінер Шпорт-Клуб      |
| Капфенберг (2)        | 0:1          | Адміра-Вінер-Нойштадт |
| Маттерсбург (4)       | 0:2          | Донавіц (Леобен)      |
| Вольфсбергер (2)      | 0:6          | Ваккер (Інсбрук)      |
| Зіммерингер (2)       | 1:1 пен. 3:4 | Адміра/Ваккер         |
| Вельсер (2)           | 2:2 пен. 4:2 | Шварц-Вайсс (Брегенц) |
| ФК Дорнбірн (2)       | 0:0 пен. 3:2 | Штурм                 |
| Дойчландсбергер (3)   | 3:5          | ЛАСК Лінц             |
| 27 серпня 1972        |              |                       |
| Ретія (Блуденц) (2)   | 2:3          | Аустрія (Зальцбург)   |
| Ландштрассен (3)      | 0:2          | ФОЕСТ (Лінц)          |
| Інсбрукер (2)         | 0:1          | Айзенштадт            |
| Швехат (2)            | 2:3          | Грацер                |

## 1/8 фіналу
| Команда 1             | Рахунок      | Команда 2            |
| --------------------- | ------------ | -------------------- |
| 1 листопада 1972      |              |                      |
| Адміра-Вінер-Нойштадт | 0:0 пен. 3:5 | Ваккер (Інсбрук)     |
| Ферст Вієнна          | 3:2          | ФК Дорнбірн (2)      |
| 22 листопада 1972     |              |                      |
| Айзенштадт            | 3:1          | Аустрія (Клагенфурт) |
| 8 грудня 1972         |              |                      |
| Аустрія (Зальцбург)   | 2:3          | Рапід (Відень)       |
| ЛАСК Лінц             | 5:2          | Вельсер (2)          |
| ФОЕСТ (Лінц)          | 1:0          | Грацер               |
| Донавіц (Леобен)      | 0:1          | Аустрія (Відень)     |
| 10 грудня 1972        |              |                      |
| Вінер Шпорт-Клуб      | 2:1          | Адміра/Ваккер        |

## 1/4 фіналу
| Команда 1               | Заг. | Команда 2        | 1-й матч | 2-й матч |
| ----------------------- | ---- | ---------------- | -------- | -------- |
| 3/10 березня 1973       |      |                  |          |          |
| ЛАСК Лінц               | 2:3  | ФОЕСТ (Лінц)     | 2:1      | 0:2      |
| 3 березня/3 квітня 1973 |      |                  |          |          |
| Айзенштадт              | 4:7  | Ваккер (Інсбрук) | 2:2      | 2:5      |
| 7/11 березня 1973       |      |                  |          |          |
| Вінер Шпорт-Клуб        | 3:2  | Аустрія (Відень) | 1:1      | 2:1      |
| 10/13 березня 1973      |      |                  |          |          |
| Рапід (Відень)          | 8:2  | Ферст Вієнна     | 5:2      | 3:0      |

## 1/2 фіналу
| Команда 1               | Заг. | Команда 2        | 1-й матч | 2-й матч |
| ----------------------- | ---- | ---------------- | -------- | -------- |
| 18 квітня/9 травня 1973 |      |                  |          |          |
| ФОЕСТ (Лінц)            | 1:4  | Ваккер (Інсбрук) | 1:1      | 0:3      |
| Вінер Шпорт-Клуб        | 5:8  | Рапід (Відень)   | 2:2      | 3:6      |

## Фінал
| Команда 1               | Заг.    | Команда 2      | 1-й матч | 2-й матч |
| ----------------------- | ------- | -------------- | -------- | -------- |
| 27 травня/2 червня 1973 |         |                |          |          |
| Ваккер (Інсбрук)        | 2:2 (ч) | Рапід (Відень) | 1:0      | 1:2      |

### Перший матч
| 27 травня 1973 |

| Ваккер (Інсбрук) | 1:0      | Рапід (Відень) |
| ---------------- | -------- | -------------- |
| Яра 57'          | Протокол |                |

| Тіволі, Інсбрук Глядачів: 17 000 Арбітр: Йозеф Бучек |

### Повторний матч
| 2 червня 1973 |

| Рапід (Відень)               | 2:1      | Ваккер (Інсбрук) |
| ---------------------------- | -------- | ---------------- |
| Гронен 18' Галлош 90' (пен.) | Протокол | Фліндт-Б'єрг 8'  |

| Пратерштадіон, Відень Глядачів: 22 000 Арбітр: Еріх Лінемайр |